# Питер Берг
Питер Берг (енгл. Peter Berg; рођен у Њујорку, Њујорк, 11. март 1964), амерички је позоришни, филмски и ТВ глумац, филмски редитељ, сценариста и продуцент.
Године 1996. написао је једну епизоду телевизијске серије Чикаго болница у којој је и глумио (1995—1999). У овој телевизијској серији дебитовао је и као редитељ једне од епизода. Две године касније снимио је свој први дугометражни филм Лоше да лошије не може бити (1998).
Његова филмска каријера укључује наслове као што су Последње завођење (1994), Колатерал (2004), Једини преживели (2013), Земља полицајаца (1998), Шокер (1989), Глинени голубови (2007), а као редитељ Добро дошли у џунглу (2003), Хенкок (2008), Пакао на хоризонту (2016) и још много тога.